# Peter Franz-Josef Hohmann
Peter Franz-Josef Hohmann (* 6. Mai 1960 in Fulda) ist ein deutscher Wirtschaftsinformatiker und Professor für Praktische Informatik insbesondere Wirtschaftsinformatik und Vizepräsident für IT-Infrastruktur und IT-Projekte der Technischen Hochschule Mittelhessen (THM). Er ist seit April 2016 der erste Chief Information Officer (CIO) der THM.

## Werdegang
Nach dem erfolgreichen Abschluss der Fachoberschule für Wirtschaft in Fulda studierte er an der damaligen Fachhochschule Fulda Wirtschaftsinformatik und schloss 1982 als Diplom-Informatiker (FH) ab. Es folgte ein Studium der Betriebswirtschaftslehre an der Goethe-Universität  in Frankfurt, welches er 1987 mit dem Abschluss Diplom-Kaufmann beendete. Eine nebenberufliche Promotion an der Justus-Liebig-Universität bei H. Seuster schloss er 1993 mit Dr. agr. ab.
An Hochschulen ist Hohmann seit 1995 als Professor für Wirtschaftsinformatik tätig, zunächst an der Westfälische Hochschule von 1995 bis 2001 und seit Mai 2001  an der Fachhochschule Gießen-Friedberg heute THM. Seine fachlichen Schwerpunkte in der Lehre liegen in den Bereichen Datenbanken, IT-Management, Organisation, Geschäftsprozessmanagement und Kommerzielle Standardsoftwaresystem.
Forschungsschwerpunkt sind Geschäftsprozesse und integrierten Anwendungssysteme. Als Vizepräsident der THM seit 2018 hat er den Digitalpakt Hessischer Hochschulen mitgestaltet und die digitale Transformation an der THM vorangetrieben.
Kraft seiner Amtes als Vizepräsident an der THM ist er Vertreter der THM im CCHH Hessen und HeHRZ.

## Publikationen (Auswahl)
- mit Paul Hohmann: Homeoffice Readiness-Methode Teil 2. Projektmagazin, Ausgabe 02/21.
- mit Paul Hohmann: Homeoffice Readiness-Methode Teil 1. Projektmagazin, Ausgabe 01/21.
- mit Josef Peter Heger, Holger Hoheisel: Der Schattenprojektmanager – sinnvolle Unterstützung für unerfahrene Projektleiter. Sonderdruck Projektmagazin, Ausgabe 16/2012.
- Geschäftsprozesse und integrierte Anwendungssysteme – Prozessorientierung als Erfolgsfaktor. 1999, Fortis FH.
- Datenverarbeitung für Wirtschaftsinformatiker und Betriebswirte, Eine strukturierte Einführung. 2. Auflage, 2001.
- Computergestützte Packstationsplanung und -steuerung als Teil des Warenwirtschaftssystems ländlicher Warengenossenschaften. 1993.